# Karin Huet
Pour les articles homonymes, voir Huet.
Karin Huet, née en 1953, est un écrivain français, originaire des Côtes-d'Armor.

## Biographie
Karin Huet a passé une partie de son enfance en Polynésie et réalise régulièrement des voyages « autour de la mer », notamment en kayak, dont elle tire ses récits.
Écrivain, Karin Huet est auteur de romans, de poèmes et de récits ethnographiques ou de voyage,, dont certains en collaboration avec des plasticiens.
Elle a aussi traduit de l'américain, pour les éditions Gallimard, Le Voyage du Liberdade de Slocum et Le Grand Livre des nœuds d'Ashley.

## Publications
- L'âne et la routo, éditions Le mot et le reste, 2024  (ISBN 978-2-384-313365)
- Calanques, les entrevues de l'Aigle, illustrations d'Amandine Maria, éditions Glénat, 2020  (ISBN 978-2-344-04228-1)
- La fille des tourbières, gravures de Marc Granier, éditions des Monteils, 2019 (tirage limité)
- Les lucubrations de la cucurbite à Markus, dessins de Zoé Lamazou, éditions Gros Textes, 2018  (ISBN 978-2-35082-385-0)
- Poils de corbeau plumes de renard, dessins de Cécile Zawieja, éditions Gros Textes, 2017  (ISBN 978-2-35082-346-1)
- Comment le corbeau perdit la parole et ce qui s'ensuivit, in Artistes en Arctique, 2017  (ISBN 978-2-9561579-0-8)
- L'œuf de sirène, Les petites allées, 2017.
- Montrer les menstrues !, éditions Gros Textes, 2015  (ISBN 978-2-35082-289-1)
- Le Cul sur la terre sacrée, éditions Plaine Page, 2014  (ISBN 978-2-910775-61-2)
- Ouessant la nuit, éditions Apogée, 2014  (ISBN 978-2-84398-452-5)
- Poèmes à l'encre de seiche et d'encornet, éditions Gros Textes, 2013  (ISBN 978-2-35082-231-0)
- Onze Lunes au Maroc, avec Titouan Lamazou, éditions Gallimard, 2012  (ISBN 978-2-74243-107-6)
- Le vieux qui gardait la mer, édition Le chien du vent, 2012 (réédition de Bienvenue à Men Ruz city)  (ISBN 978-2-95376-131-3)
- Balade à trois kayaks, in 40 regards sur la Bretagne, Les Montagnes Noires édition, 2011  (ISBN 978-2-91930-518-6)
- Huit bouffées de sagesse papaoute, dessins de Zoé Lamazou, éditions Gros Textes, 2010  (ISBN 978-2-35082-132-0)
- Un périple en Patagonie, éditions La Part Commune, 2010  (ISBN 978-2-84418-204-3)
- L'insensé périple d'un remorqueur à voiles de Corse en Alaska par la route des glaces, avec Philippe Hercher et al., éditions des Mangonautes, 2010  (ISBN 978-2-746-625686)
- Bateau fou, in Autour d'un Bateau-feu, Scarweather, édition Coop Breizh, 2010  (ISBN 978-2-84346-482-9)
- La marche des conteurs en août deux mille huit, avec Katia Fersing, éditions La Tortuga, 2009  (ISBN 978-2-95253-431-4)
- Marcher des jours entre la dune et l'écume, éditions La Part Commune, 2008  (ISBN 978-2-84418-148-0)
- Passage aux îles Féroé avec des bottes en caoutchouc, éditions La Part Commune, 2007  (ISBN 978-2-84418-124-4)
- Capitaines monstrueux et départs fous, in Coups de folie en mer, sous la direction de Hugo Verlomme éditions Arthaud, 2006  (ISBN 978-2-70039-622-5)
- Sous le niveau de la mer avec cinq dromadaires et deux vétérinaires, in Le journal des lointains no 4, éditions Buchet Chastel, 2006  (ISBN 978-2-28302-225-2)
- À même la mer - Un voyage en kayak aux Tuamotu, éditions Glénat, 2001 (ISBN 978-2-72343-682-3)
- Bienvenue à Men Ruz City, éditions Syros Jeunesse, 1997  (ISBN 978-2-84146-451-7)
- Terres marines, bassin d’Arcachon, avec Didier Sorbé, éditions Faucompret, 1995  (ISBN 978-2-90692-228-0)
- Mes jambes à son cou, éditions Ramsay, 1992  (ISBN 978-2-84041-010-2)
- Un hiver berbère, avec Titouan Lamazou, éditions Jeanne Lafitte, 1989  (ISBN 978-2-86276-206-7)
- Sous les toits de terre, avec Titouan Lamazou, éditions Faucompret, 1988  (ISBN 978-2-90692-202-0)
- Heureux qui comme Iris, avec Yvon Le Corre, éditions Gallimard, 1978.

## Prix
Prix spécial du Jury Ecrire la nature 2025 pour l’ensemble de l’œuvre